# تادئوش فریدریش
تادئوش فریدریش (انگلیسی: Tadeusz Friedrich; ۷ ژوئیهٔ ۱۹۰۳ – ۱۰ اکتبر ۱۹۷۶) ورزشکار شمشیربازی اهل لهستان بود.
وی در مسابقات کشوری و بین‌المللی در مجموع برندهٔ ۲ مدال برنز شده‌است.